# Heliogomphus kelantanensis
Heliogomphus kelantanensis – gatunek ważki z rodziny gadziogłówkowatych (Gomphidae).